# Primera División (Mexiko) 2010/11
Die Saison 2010/11 der Primera División in Mexiko begann am Freitag, den 23. Juli 2010, mit der Begegnung des Club Estudiantes Tecos und dem CD Cruz Azul, das die Gäste mit 0:3 zu ihren Gunsten entschieden.
Der CD Guadalajara begann die Saison am Samstag, den 24. Juli, mit einem Heimspiel gegen Puebla, das torlos endete und zugleich sein letztes Ligaspiel im Estadio Jalisco war (sein Abschiedsspiel im Estadio Jalisco fand am Dienstag, den 27. Juli 2010, im Halbfinale der Copa Libertadores gegen Universidad de Chile statt). Mit Beginn des 2. Spieltages verzog der Verein in sein neu gebautes Estadio Omnilife, das am zweiten Spieltag eigentlich ein Heimspiel gegen den CA Monarcas Morelia erlebt hätte. Dieses Spiel wurde jedoch auf Mittwoch, den 6. Oktober 2010, verschoben, weil das neue Stadion am Freitag, den 30. Juli, mit einem Spiel gegen Manchester United (3:2) eingeweiht wurde. Es war zugleich ein Abschiedsspiel für Chicharito, der von Guadalajara nach Manchester wechselte. Er spielte die erste Halbzeit für Guadalajara und die zweite für Manchester und erzielte in der 8. Minute die 1:0-Führung für die Gastgeber, womit er sich als erster Torschütze im neuen Stadion verewigte.
Die letzten beiden Spiele der regulären Saison fanden am Sonntag, den 1. Mai 2011, statt und endeten jeweils mit einem 0:2-Erfolg der Auswärtsmannschaft (Morelia bei Puebla und América bei den Pumas).
Meister der Apertura 2010 (entspricht der Hinrunde) wurde Monterrey, Meister der Clausura 2011 (Rückrunde) die UNAM Pumas. Ein interessanter Aspekt ist die Tatsache, dass die Pumas im Halbfinale der Apertura am späteren Meister Monterrey (0:0 und 0:2) gescheitert sind und sich auf dem Weg zur Meisterschaft in der Clausura im Viertelfinale gegen denselben Gegner (1:3 und 2:0) durchsetzen konnten. Cruz Azul, die punktbeste Mannschaft der Gesamtsaison, scheiterte – jeweils nach aussichtsreichem Hinspielergebnis – in den Play-offs: im Viertelfinale der Apertura unterlagen die Cementeros nach einem 2:1-Auswärtssieg bei den UNAM Pumas im Rückspiel vor eigenem Publikum mit 0:2; im Halbfinale der Clausura verspielte Cruz Azul einen 2:0-Vorsprung aus dem Hinspiel, als man im Rückspiel in Morelia mit 0:3 unterlag. Die Monarcas Morelia hatten sich in den gesamten Play-offs der Clausura ausschließlich mit den drei Teams der Hauptstadt auseinanderzusetzen: im Viertelfinale schlugen sie América mit 2:1 und 3:2, im Halbfinale schalteten sie Cruz Azul aus und im Finale unterlagen die Monarcas gegen die Pumas mit 1:1 und 1:2.
Insgesamt gab es 306 Punktspiele und 28 Spiele in der Liguilla, der spanischen Bezeichnung für die Play-offs, also insgesamt 334 Spiele um die beiden Meisterschaften.
In der regulären Punktspielrunde hatte jede Mannschaft 34 Spiele zu absolvieren, je 17 in der Apertura und der Clausura. Theoretisch waren für eine Mannschaft bis zu 46 Spiele möglich, wenn sie sowohl in der Apertura als auch in der Clausura die Finalspiele erreicht hätte. Eine solche Konstellation kam in der Saison 2010/11 jedoch nicht vor. Die meisten Spiele (44) absolvierten die UNAM Pumas, die in der Apertura bis ins Halbfinale vordrangen und anschließend die Clausura gewannen.
Der im Vorjahr abgestiegene Club de Fútbol Indios wurde durch den Aufsteiger Necaxa ersetzt. Der heute in Aguascalientes beheimatete Traditionsverein stieg jedoch bereits am Saisonende wieder ab und wird in der Saison 2011/12 durch den Club Tijuana ersetzt, der die Liga de Ascenso 2010/11 gewann und somit zum ersten Mal überhaupt Erstligafußball in die Grenzstadt Tijuana bringt.

## Tabellen zur Saison 2010/11

### Gesamtjahrestabelle 2010/11
| Pl. | Verein              | Sp. | S  | U  | N  | Tore    | Diff. | Punkte |
| --- | ------------------- | --- | -- | -- | -- | ------- | ----- | ------ |
| 1.  | Cruz Azul           | 34  | 19 | 8  | 7  | 058:330 | +25   | 65     |
| 2.  | UNAM Pumas          | 34  | 17 | 9  | 8  | 050:370 | +13   | 60     |
| 3.  | UANL Tigres         | 34  | 16 | 11 | 7  | 050:250 | +25   | 59     |
| 4.  | CF Monterrey        | 34  | 16 | 10 | 8  | 052:400 | +12   | 58     |
| 5.  | Club América        | 34  | 15 | 8  | 11 | 053:440 | +9    | 53     |
| 6.  | Santos Laguna       | 34  | 16 | 5  | 13 | 051:420 | +9    | 53     |
| 7.  | Monarcas Morelia    | 34  | 14 | 10 | 10 | 048:400 | +8    | 52     |
| 8.  | Chivas Guadalajara  | 34  | 10 | 17 | 7  | 039:300 | +9    | 47     |
| 9.  | Club San Luis       | 34  | 12 | 11 | 11 | 041:370 | +4    | 47     |
| 10. | CF Atlante          | 34  | 12 | 7  | 15 | 045:440 | +1    | 43     |
| 11. | Deportivo Toluca    | 34  | 10 | 13 | 11 | 046:470 | −1    | 43     |
| 12. | CF Pachuca          | 34  | 11 | 10 | 13 | 043:530 | −10   | 43     |
| 13. | Jaguares de Chiapas | 34  | 10 | 9  | 15 | 036:440 | −8    | 39     |
| 14. | Puebla FC           | 34  | 10 | 7  | 17 | 037:520 | −15   | 37     |
| 15. | CF Atlas            | 34  | 9  | 9  | 16 | 037:460 | −9    | 36     |
| 16. | Querétaro FC        | 34  | 9  | 8  | 17 | 034:630 | −29   | 35     |
| 17. | Estudiantes         | 34  | 8  | 8  | 18 | 039:700 | −31   | 32     |
| 18. | Necaxa              | 34  | 7  | 10 | 17 | 024:360 | −12   | 31     |

### Kreuztabelle zur Saison 2010/11
Die Kreuztabelle stellt die Ergebnisse aller Spiele dieser Saison dar. Der Name der Heimmannschaft ist in der linken Spalte, das Logo bzw. ein Kürzel der Gastmannschaft in der oberen Zeile aufgelistet.
Eine besondere Beachtung verdient die Tatsache, dass der Tabellenletzte Necaxa den direkten Vergleich mit dem Tabellenführer Cruz Azul gewann!
| 2010/11             | CD Cruz Azul | UNAM Pumas | UANL Tigres | CF Monterrey | AME | Santos Laguna | Monarcas Morelia | Deportivo Guadalajara | SLU | CF Atlante | Deportivo Toluca | CF Pachuca | JAG | Puebla FC | CF Atlas | Querétaro FC | Estudiantes | Necaxa |
| ------------------- | ------------ | ---------- | ----------- | ------------ | --- | ------------- | ---------------- | --------------------- | --- | ---------- | ---------------- | ---------- | --- | --------- | -------- | ------------ | ----------- | ------ |
| Cruz Azul           |              | 3:3        | 3:2         | 3:0          | 1:0 | 3:0           | 2:3              | 1:1                   | 1:0 | 2:0        | 1:0              | 4:1        | 2:0 | 1:0       | 2:1      | 3:0          | 4:1         | 0:0    |
| UNAM Pumas          | 2:0          |            | 2:0         | 3:2          | 0:2 | 2:0           | 1:0              | 1:1                   | 0:1 | 2:2        | 2:1              | 0:0        | 1:0 | 4:1       | 1:1      | 3:0          | 5:1         | 2:0    |
| UANL Tigres         | 2:0          | 2:0        |             | 0:1          | 1:1 | 1:0           | 0:1              | 1:1                   | 1:1 | 2:0        | 0:1              | 4:2        | 0:0 | 3:0       | 3:0      | 0:1          | 5:0         | 1:0    |
| CF Monterrey        | 2:4          | 5:2        | 0:0         |              | 2:1 | 1:1           | 1:1              | 2:3                   | 0:2 | 1:0        | 2:0              | 2:0        | 1:1 | 1:1       | 2:0      | 2:0          | 3:2         | 2:1    |
| Club América        | 0:2          | 0:1        | 1:2         | 0:0          |     | 3:2           | 1:2              | 0:0                   | 3:0 | 1:1        | 4:3              | 0:2        | 3:0 | 5:4       | 1:1      | 3:1          | 4:1         | 1:1    |
| Santos Laguna       | 3:0          | 4:0        | 0:2         | 1:2          | 2:3 |               | 0:1              | 1:1                   | 1:3 | 2:1        | 2:0              | 1:1        | 1:0 | 4:0       | 3:1      | 0:2          | 1:0         | 2:1    |
| Monarcas Morelia    | 1:1          | 0:1        | 0:3         | 0:2          | 0:2 | 0:0           |                  | 1:1                   | 3:3 | 2:1        | 1:2              | 1:3        | 2:1 | 3:3       | 1:0      | 6:0          | 4:1         | 1:0    |
| Chivas Guadalajara  | 0:0          | 0:0        | 0:0         | 2:3          | 3:0 | 0:1           | 0:1              |                       | 1:1 | 2:0        | 0:0              | 4:1        | 0:3 | 0:0       | 2:2      | 2:0          | 3:0         | 1:0    |
| San Luis            | 0:0          | 0:1        | 1:0         | 1:1          | 1:2 | 1:1           | 1:0              | 0:1                   |     | 2:1        | 1:2              | 1:0        | 0:0 | 3:0       | 1:1      | 3:2          | 3:2         | 0:0    |
| CF Atlante          | 3:0          | 0:2        | 1:1         | 1:2          | 0:1 | 1:4           | 2:0              | 2:1                   | 0:0 |            | 2:1              | 1:3        | 5:1 | 2:0       | 3:1      | 1:0          | 0:1         | 1:1    |
| Deportivo Toluca    | 0:0          | 1:1        | 1:1         | 1:1          | 2:1 | 3:1           | 1:6              | 1:2                   | 1:2 | 1:1        |                  | 1:1        | 2:0 | 2:1       | 0:0      | 2:0          | 4:4         | 2:3    |
| CF Pachuca          | 0:4          | 3:2        | 2:3         | 2:2          | 3:0 | 0:3           | 1:1              | 1:1                   | 0:0 | 0:4        | 0:0              |            | 3:0 | 1:0       | 1:2      | 2:1          | 3:1         | 1:1    |
| Jaguares de Chiapas | 2:3          | 3:1        | 0:1         | 1:4          | 2:2 | 1:2           | 0:0              | 1:0                   | 2:1 | 2:0        | 1:1              | 2:0        |     | 4:0       | 2:1      | 4:1          | 0:2         | 1:1    |
| Puebla FC           | 2:0          | 0:1        | 1:3         | 2:0          | 2:2 | 0:1           | 0:2              | 1:1                   | 2:1 | 1:1        | 1:1              | 3:1        | 1:0 |           | 2:0      | 2:0          | 2:0         | 1:0    |
| CF Atlas            | 1:3          | 0:0        | 2:2         | 1:0          | 0:2 | 1:2           | 5:0              | 1:1                   | 2:1 | 3:1        | 0:1              | 1:2        | 2:0 | 1:0       |          | 2:1          | 1:1         | 0:1    |
| Querétaro FC        | 1:1          | 2:1        | 2:2         | 0:0          | 0:1 | 5:2           | 0:3              | 2:2                   | 3:2 | 1:4        | 0:5              | 1:1        | 1:1 | 2:1       | 2:1      |              | 1:0         | 1:0    |
| Estudiantes         | 0:3          | 2:2        | 0:0         | 3:2          | 1:3 | 1:3           | 1:1              | 1:0                   | 3:2 | 0:1        | 4:2              | 1:0        | 0:0 | 1:3       | 2:1      | 0:0          |             | 0:2    |
| Necaxa              | 2:1          | 0:1        | 0:2         | 0:1          | 1:0 | 1:0           | 0:0              | 1:2                   | 0:2 | 1:2        | 1:1              | 1:2        | 0:1 | 1:0       | 0:1      | 1:1          | 2:2         |        |

## Liguillas der Apertura 2010

### Viertelfinale
|                     | Gesamt |               | Hinspiel | Rückspiel |
| ------------------- | ------ | ------------- | -------- | --------- |
| San Luis FC         | 1:4    | Club América  | 0:0      | 1:4       |
| UNAM Pumas          | 3:2    | Cruz Azul     | 1:2      | 2:0       |
| CF Pachuca          | 4:4    | CF Monterrey  | 1:1      | 3:3       |
| Jaguares de Chiapas | 1:2    | Santos Laguna | 1:1      | 0:1       |

Innerhalb von acht Jahren kam es in der Liguilla zum vierten Clásico Chilango, den die Pumas in dieser Zeitspanne bereits zum dritten Mal für sich entscheiden konnten. Beim Gleichstand von 4:4 setzte sich Monterrey aufgrund der mehr erzielten Punkte in der Liga (32) gegen Pachuca (25) durch.

### Halbfinale
|              | Gesamt |               | Hinspiel | Rückspiel |
| ------------ | ------ | ------------- | -------- | --------- |
| Club América | 4:5    | Santos Laguna | 1:2      | 3:3       |
| UNAM Pumas   | 0:2    | CF Monterrey  | 0:0      | 0:2       |

### Finale
|               | Gesamt |              | Hinspiel | Rückspiel |
| ------------- | ------ | ------------ | -------- | --------- |
| Santos Laguna | 3:5    | CF Monterrey | 3:2      | 0:3       |

## Liguillas der Clausura 2011

### Viertelfinale
|                    | Gesamt |                  | Hinspiel | Rückspiel |
| ------------------ | ------ | ---------------- | -------- | --------- |
| Chivas Guadalajara | 4:2    | UANL Tigres      | 3:1      | 1:1       |
| Cruz Azul          | 2:1    | CF Atlante       | 2:1      | 0:0       |
| CF Monterrey       | 3:3    | UNAM Pumas       | 3:1      | 0:2       |
| Club América       | 3:5    | Monarcas Morelia | 1:2      | 2:3       |

Die Pumas setzten sich aufgrund der mehr erzielten Punkte in der Liga (35) gegen Monterrey (26) durch, während América sein Heimspiel nicht im Aztekenstadion austrug, sondern im Estadio La Corregidora von Querétaro.

### Halbfinale
|                    | Gesamt |                  | Hinspiel | Rückspiel |
| ------------------ | ------ | ---------------- | -------- | --------- |
| Chivas Guadalajara | 1:3    | UNAM Pumas       | 1:1      | 0:2       |
| Cruz Azul          | 2:3    | Monarcas Morelia | 2:0      | 0:3       |

Mit einem Doppelschlag zwischen der achten und elften Spielminute glich Rafael Márquez Lugo (nicht zu verwechseln mit dem ehemaligen Verteidiger des FC Barcelona!) die scheinbar komfortable Führung von Cruz Azul aus dem Hinspiel aus und legte somit den Grundstein für das Weiterkommen der Monarcas. Der dritte Treffer von Jaime Lozano wäre nicht mehr notwendig gewesen, weil die Monarcas sich auch bei Torgleichstand aufgrund der in der Liga mehr erzielten Punkte (31) gegen die Cementeros durchgesetzt hätten.

### Finale
|                  | Gesamt |            | Hinspiel | Rückspiel |
| ---------------- | ------ | ---------- | -------- | --------- |
| Monarcas Morelia | 2:3    | UNAM Pumas | 1:1      | 1:2       |

Die Monarcas mussten sich in der diesjährigen Liguilla mit allen drei Hauptstadtvereinen messen. Konnten sie sich noch gegen ihren Erzrivalen América sowie anschließend Cruz Azul durchsetzen, mussten sie sich gegen die Pumas geschlagen geben.